# Nakamura Shinya (Bildhauer)
Nakamura Shinya (japanisch 中村 晋也; geboren 26. Juli 1926 in Kameyama (Präfektur Mie)) ist ein japanischer Bildhauer.

## Leben und Wirken
Nakamura Shinya machte einen Abschluss an der „Schule für höhere Lehrerausbildung Tōkyō“ (東京高等師範学校, Tōkyō kōtō shihan gakkō). Er studierte dann unter Koga Tadao Bildhauerei. 1958 schloss er sich der Künstlergemeinschaft „Hakujitsukai“ (白日会) an. 1967 wurde er Professor an der Universität Kagoshima.
1950 konnte Nakamura zum ersten Mal ein Werk auf der „Nitten“-Ausstellung zeigen. 1967 und 1968 wurde er mit Werken auf der Nitten jeweils mit einem Sonderpreis geehrt. 1969 erhielt er den „Kikuka-Preis“ (菊華賞) der Nitten für sein Werk „Blumen zum Bankett“ (宴の華, Utage no hana), 1988 den Preis der  Akademie der Künste für „Morgengebet“ (朝の祈り, Asa no inori).
2013 wurden Abgüsse der bekannten Werke „EOS“, „Aufblühender Rhythmus“ (萌えるリズム, Moeru rizumu), „Blut des Taiko“ (太古の血潮, Taiko no chisho),  „Morgengebet“ und „Schwestern“ (姉妹, Shimai) im 1. Stock der Eingangshalle auf dem Setagaya-Campus der „Japanischen Sporthochschule“ aufgestellt. Weitere Werke sind „Ōkubo Toshimichi“ (大久保利通公) und „Gruppe Jugendlicher von Satsuma“ (若き薩摩の群像, Wakaki Satsuma no gunzō).
2002 wurde Nakamura als Person mit besonderen kulturellen Verdiensten geehrt und 2007 mit dem Kulturorden ausgezeichnet.
In Kagoshima wurde 1997 in der Nachbarschaft Nakamuras Atelier das „Shinya Nakamura Museum“ (中村晋也美術館) für ihn errichtet. Dort befindet sich eine Sammlung von etwa 1000 Stücken.